# ヴェストファーレン条約
ヴェストファーレン条約（ヴェストファーレンじょうやく、羅: Pax Westphalica、独: Westfälischer Friede）は、1648年に締結された三十年戦争の講和条約で、ミュンスター講和条約とオスナブリュック講和条約の総称である。ラテン語・英語読みでウェストファリア条約とも呼ばれる。近代における国際法発展の端緒となり、近代国際法の元祖ともいうべき条約である。
この条約によって、ヨーロッパにおいて30年間続いたカトリックとプロテスタントによる宗教戦争は終止符が打たれ、条約締結国は相互の領土を尊重し内政への干渉を控えることを約し、新たなヨーロッパの秩序が形成されるに至った。この秩序を「ヴェストファーレン体制」ともいう。

## 会議と条約の参加者
ヴェストファーレン条約を構成する2つの条約のうち、オスナブリュック講和条約 (Instrumentum Pacis Osnabrugensis)は、カトリック勢力を率いた神聖ローマ皇帝 フェルディナント3世と、プロテスタント勢力の主柱だったスウェーデン女王 クリスティーナの講和問題を主な内容とする。ミュンスター講和条約 (Instrumentum Pacis Monasteriensis)は、神聖ローマ皇帝と、カトリック国でありながらプロテスタント側で参戦したフランス王国との講和問題を中心とする条約である。
戦争の主要当事者には他にもう一つ、カトリックのスペイン王国があり、主にフランスと戦っていた。スペインも講和会議に参加したが、ここでは妥結に至らなかった。会議が開かれた時点では、参加した主権国家はわずか12か国にすぎなかった。

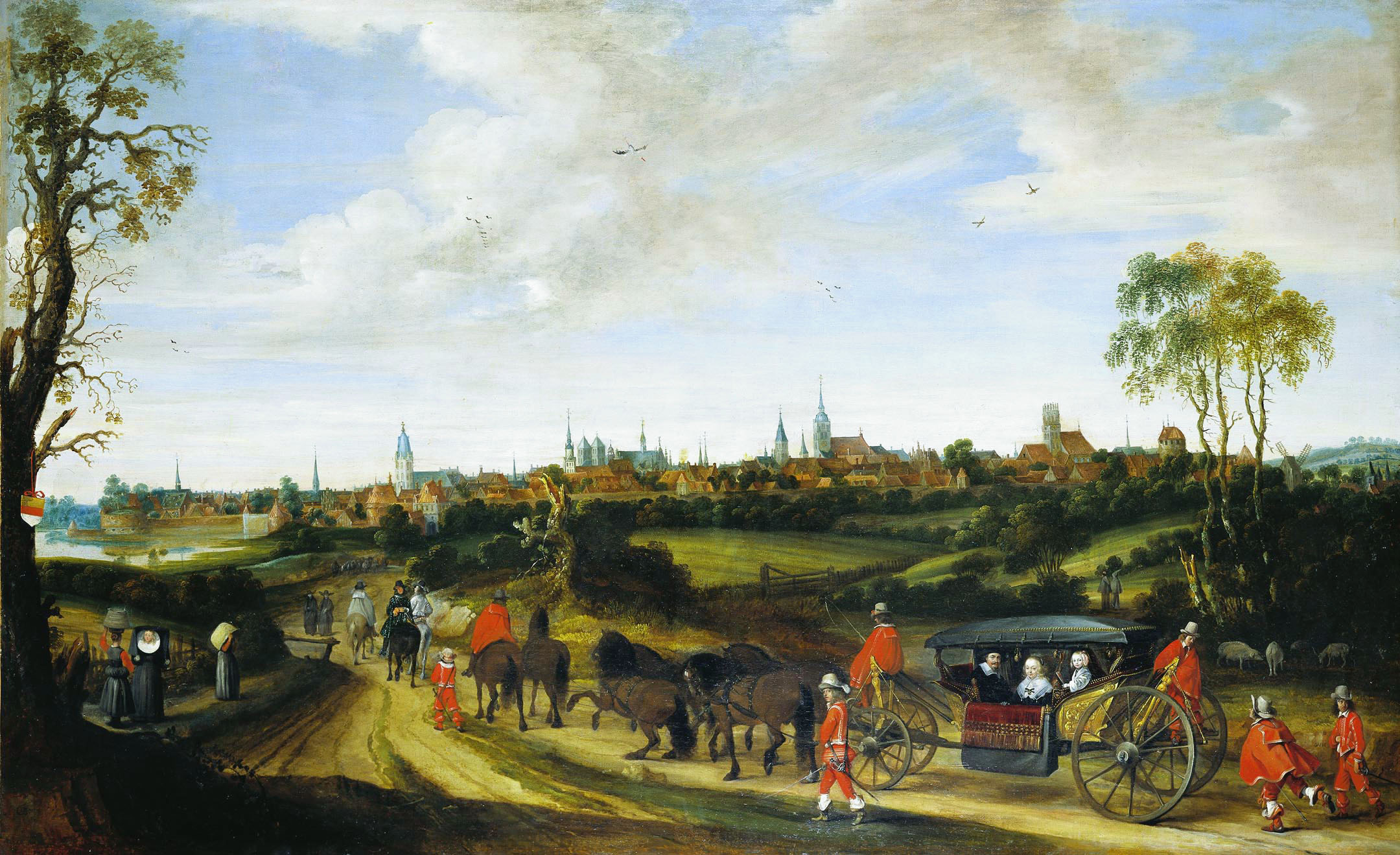
1646年、平和交渉のためミュンスターに向かうオランダ全権アドリアン・ポーの一行

スペインからの独立戦争を戦っていたネーデルラント連邦共和国も、連邦議会の名で会議に加わり、同じ年にスペイン王国とミュンスター条約を結んで独立を認められた。学者によってはこのミュンスター条約もウェストファリア条約に含めることもある。
ヨーロッパ諸国のほとんどは、三十年戦争に参戦しなかった国も含め、何らかの形で会議に参加した。参加者のうち、数の上で多数を占めたのは、神聖ローマ帝国内部の領主、有力聖職者、都市からなる帝国等族である。彼らの中の有力な一部は、皇帝・国王と並んで2条約に名を連ねた。ヴェネツィア共和国とローマ教皇は、和平の当事者ではなく仲介者として参加した。会議に使節を派遣しなかった有力国は、清教徒革命の内戦下にあったイングランド王国、宗派・宗教が異なるロシア・ツァーリ国・オスマン帝国の3国だけであった。
この時代には国家が法人格を持つものと考えられておらず、外交は君主・議会など統治権を持つ個人・団体の資格でなされた。どの国も使節を派遣し、君主などの本人は参加しなかった。派遣されて会議に加わった使節の総数は、帝国外から37、帝国内から112、計148名にのぼった。参加国のすべてが条約の署名者に連なったわけではない。オスナブリュック講和条約には、皇帝の全権使節2名、スウェーデン女王の全権使節2名、都市を含めた帝国等族の使節36名の計40名が署名した。ミュンスター講和条約には、皇帝の全権使節2名、フランス国王の全権使節1名、帝国等族の使節35名の計38名が署名した。条約は署名に加わらなかったもの（特に帝国等族）も履行・遵守の義務を負うものとしており、また、イングランドやロシアのような参加しなかった国も講和に含まれるものとした。
戦場では同盟して戦ったフランスとスウェーデンであったが、和平交渉の場では、戦争から引き出す利益の分配をめぐるライバルであった。神聖ローマ皇帝もまた、両国を対立させ、その溝を利用して犠牲を最小化しようと努力した。

## 内容
1648年10月24日に、ヨーロッパのほとんどの大国が参加して、現在のドイツ・ノルトライン＝ヴェストファーレン州にあるミュンスターで締結された（実際にはオスナブリュック条約もミュンスターで締結された）。取り決められた内容は膨大であるが、代表的なものとして以下の事柄が挙げられる。
- フランス王国はアルザス地方・ロレーヌ地方（メッツ・トゥール・ヴェルダン）を獲得し、神聖ローマ帝国からの離脱を確認。[11][12]。
- スウェーデン王国は、賠償金500万ライヒスターラー・フォアポンメルン公位（西ポンメルン：オーデル川河口、ヴェーザー川河口を含む）・ヴィスマール市・ブレーメン公位（旧大司教）・フェルデン公位（旧司教）などを獲得した[11][12]。
- スイス連邦・ネーデルラント連邦共和国は、独立を承認された（神聖ローマ帝国からの離脱を確認）[12]。
- ブランデンブルク選帝侯は、ヒンターポンメルン公位（東ポンメルン）を獲得した。
- アウクスブルクの和議の内容を再確認し、カルヴァン派を新たに容認した[11]。
- 神聖ローマ帝国内の領邦は主権と外交権を認められた[11][12]。
- 一方神聖ローマ皇帝は、法律の制定・戦争・講和・同盟などについて帝国議会の承認を得なければならなくなった[12]。
- 神聖ローマ帝国内の議会及び裁判所におけるカトリックとプロテスタントの同権が規定された[11][12]。
- 1623年に皇帝フェルディナント2世が決定したプファルツ選帝侯から選帝侯の地位を剥奪してバイエルン公に与える勅令は有効とされ、バイエルン公マクシミリアン1世は、与えられた選帝侯位はそのまま認められた。一方で、プファルツ選帝侯カール1世ルートヴィヒに対しては選帝侯位を新たに与えられた。旧プファルツ領は両者で分割され、バイエルン選帝侯はオーバープファルツを獲得した。なお、バイエルンとプファルツが統合された場合にはプファルツの選帝侯位は消滅することとされた。

この結果、フランスは、アルザス・ロレーヌへの勢力拡大に成功し、スウェーデンは帝国議会への参加権を得た。一方、ドイツでは領邦主権が確立し、領邦君主による連合体としてのドイツという体制が固まった。
この条約の成立によって、教皇・皇帝といった普遍的、超国家的な権力がヨーロッパを単一のものとして統べる試みは事実上断念された。これ以降、対等な主権を有する諸国家が、外国の存在を前提として勢力均衡の中で国益をめぐり合従連衡を繰り返す国際秩序が形成された。この条約によって規定された国際秩序はヴェストファーレン体制とも称される。

## 影響

ヴェストファーレン条約後のドイツ地方。大国はもちろん、都市国家規模の自由都市や小国までもが独立国としての権威を獲得した。

三十年戦争はカトリック派諸国、とりわけハプスブルク家の敗北によって終わった。この条約で新教徒（特にカルヴァン派）の権利が認められ、帝国議会や裁判所におけるカトリックとプロテスタントの同権が定められたこと、またカトリックの皇帝が紛争を調停する立場にあるわけではないことが確定したことで、ドイツでは紛争を平和的に解決する道が開かれた。このため最後の宗教戦争と言われる。
ドイツは、帝国内の領邦に主権が認められたことにより、300に及ぶ領邦国家の分立が確定した。また皇帝の権利は著しく制限され、いわば諸侯の筆頭という立場に立たされることとなった。これにより、ハプスブルク家は依然として帝国の最有力諸侯として帝位を独占したものの、帝国全体への影響力は低下し、自らの領地であるオーストリア大公国やボヘミア王国・ハンガリー王国などの経営に注力せざるを得なくなった（ハプスブルク君主国）。その一方で、帝国の組織は保存され、それら領邦国家の保存・平和的な紛争解決手段として活用されることとなった。
この条約で多くの利益を得たのは、ベールヴァルデ条約で結ばれていたフランスとスウェーデンである。デンマーク王国・イングランド王国（ピューリタン革命の中途）はプロテスタントでありながら戦勝国に加われなかった。また、カトリックのスペイン・ハプスブルク家がこの戦争を通して勢力の減退を印象づけ、以後は没落の一途をたどる。

### フランス
フランス王国はカトリックでありながら戦勝国となった。ハプスブルク家の弱体化に成功した上、アルザスを得たフランスは、以後ライン川左岸へ支配領域の拡大を図り、侵略戦争を繰り返すことになる。宰相リシュリューは、国王ルイ13世をケルン大司教（選帝侯）に、更には神聖ローマ皇帝位に就けようとしていたが、野望は果たせなかった。
またフランスは、アルザスやロレーヌの一部を獲得しながら、帝国諸侯となることは出来なかった。これは帝国議会・帝国クライスへ介入する道が閉ざされたことを意味した。後にルイ14世はスペイン継承戦争でライン川流域に手を伸ばすが、帝国クライスで結束した諸侯たちは一致してフランス勢力に立ち向かうことが出来た。

### スウェーデン
スウェーデンもこの条約でバルト海沿岸部に領土を獲得し、その一帯に覇権を打ち立てた。この時代のスウェーデンはバルト帝国とも称される。ブレーメンからフランクフルトまでを制圧し、この区間から帝国郵便を駆逐してスウェーデン郵便を展開していた。
1644年に親政を開始した女王クリスティーナが寛大な姿勢で大幅な譲歩をしたため、取り分が激減してしまったとも言われる。彼女は父グスタフ2世アドルフの理想（古ゴート主義）を放棄し、カトリックと和解した。彼女の理想は全キリスト教世界の救済だったのである。グスタフ2世アドルフの政策を受け継ぎスウェーデンに勝利をもたらした宰相オクセンシェルナは、親政開始により事実上失脚した。後に彼女はスウェーデンのプロテスタント教会と反目し、王位を返上してカトリックに改宗する。
またスウェーデンにおいて重要だったのは、フランスとまったく逆に、レーエンという形で領土を与えられたということである。すなわち、スウェーデンはフォアポンメルン、ブレーメン、フェルデンを得たが、これはスウェーデン王がフォアポンメルン公、ブレーメン公、フェルデン公の位を帯びることを意味したのである。スウェーデンは帝国議会に席を持ち、オーバーザクセン、ニーダーザクセン、ニーダーライン・ヴェストファーレンの3つの帝国クライスに席を占め、それらを機能不全にさせた。
その一方でスウェーデンは帝国諸侯として帝国が戦争を行う場合には兵員と軍資金の供出を義務づけられることとなった。オランダ侵略戦争の際、1674年に帝国議会が対フランス戦争を宣言すると、スウェーデンはフランス側に立ち、1675年に神聖ローマ帝国と戦争を始めるのであるが、スウェーデンは帝国と戦争を行いながらも、ブレーメン公としてニーダーザクセン・クライスに定められた兵員を供出する、という奇妙な立場に立たされることとなった。

### ローマ教皇庁
ローマ教皇庁はこの条約を不服として条約の宣言を無効と主張した。現在でも撤回されていない。

## 評価
ヴェストファーレン条約は、元より集権制が弱く統一された「帝国」としての立ち位置が不安定だった神聖ローマ帝国が、明確に統一性を失った出来事だった。同条約は「神聖ローマ帝国の死亡診断書」と呼ばれ、「神聖でなければローマでもなく、帝国ですらない」（ni saint, ni romain, ni empire）というヴォルテールが評した大空位時代と並んで、ドイツ地方の非中央集権制を象徴する物として知られている。
Ce corps qui s'appelait et qui s'appelle encore le saint empire romain n'était en aucune manière ni saint, ni romain, ni empire.──ヴォルテール『諸国民の風俗と精神について』（1756年）
従ってドイツ史の専門家達が「なぜドイツはスペイン・フランスに比べ、地域統一が大きく遅れたのか」という問いを立てたとき、神聖ローマ帝国が集権化に失敗したことが第一に提示される。そして、ヴェストファーレン条約と大空位時代はその象徴的なできごととしてみなされることが多い。
事実、皇帝権が決定的に失墜した事で帝国の集権化という発想は棄却され、バイエルン王国を初め各地方の領邦国家が独自に集権化を進めていった。同じドイツ人地域を含むオーストリア帝国を切り捨てる形で後世にドイツ統一を達成したドイツ帝国も、領邦国家の自治権を完全に廃することはできなかった。加えてナチス時代と東西分断を経た今日のドイツも、政体として連邦制を採用している。これはドイツの地方意識の強さを反映していると指摘される。
この条約によって、ナポレオン戦争（1803年 - 1815年）までのヨーロッパ国際秩序（「ヴェストファーレン体制」）が形成された。